# Vasili Zeiher
Vasili Zeiher (* 18. Juli 1971 in Căinarii Vechi, Moldawien) ist ein ehemaliger deutscher Freistilringer in der Gewichtsklasse 60–66 kg. Er ist der Schwiegersohn von Ringer-Coach Reinhard Zeiher.
Bei den Olympischen Sommerspielen 2000 in Sydney trat er im Freistilwettbewerb im Bantamgewicht an und belegte den 15. Platz. Ab 2004 startete Zeiher für die Bundesliga-Mannschaft des SV St. Johannis 07 e.V. im Ringen. 2005 wurde er mit der Mannschaft Meister in der 2. Bundesliga Süd.